# Belding Hibbard Scribner
Bernard Hibbard Scribner (n. Chicago, 18 de gener de 1921 - f. Seattle, 19 de juny de 2003) va ser un metge nord-americà, pioner en la diàlisi renal.
Scribner es va llicenciar en medicina per la Universitat Stanford el 1945. Després de completar estudis de postgrau en la Clínica Mayo a Rochester, Minnesota, es va unir a l'Escola de Medicina de la Universitat de Washington el 1951. Scribner es va casar amb Ethel Hackett Scribner i van tenir 4 fills.
El 1960 va inventar un dispositiu innovador, la fístula de Scribner, que més tard salvaria milers de vides de malalts renales en estat terminal a tot el món. El primer pacient tractat va ser Clyde Shields, qui gràcies a la nova tècnica va sobreviure a la seva fallida renal més d'onze anys, morint el 1971.
L'invent de Scribner va portar un nou problema a la pràctica mèdica i va posar als metges un dilema moral sobre qui podria rebre el tractament si aquest fos limitat. Els dilemes ètics plantejats per aquest cas es coneixen com l'experiència Seattle. En 1964, la direcció de la Societat Americana per als Òrgans Interns Artificials va discutir el problema de la selecció de pacients, fi del tractament, suïcidi dels pacients, mort amb dignitat i selecció dels futurs trasplantats. Aquesta experiència de seleccionar els pacients que rebran la diálisi és freqüentment reconeguda com el començament de la bioètica.
Per convertir la diàlisi en una rutina mèdica fora de la investigació, el Dr. Scribner va demanar al King County Medical Society que donés suport a la creació d'un centre de diálisi ambulatori. James Haviland, llavors president de la societat, va treballar incansablement per concretar el projecte de Scribner. Com a resultat, es va establir el 1962 el Centre del Ronyó Artificial de Seattle. Renomenat Centre del Ronyó Northwest, va ser el primer hospital per a tractament de diálisi en pacients no internats del món. Aquest model de diálisi per a pacients ambulatoris va ser seguit per centres i institucions similars en tot el món.
Scribner va rebre el Premi Albert Lasker d'Investigació Mèdica Clínica el 2002 (juntament amb Willem J. Kolff).
Va publicar molts articles i llibres científics fins a la seva mort el 2003.